# NK Ankaran
NK Ankaran var en slovensk fotbollsklubb i Koper.

## Säsong för säsong
| Säsong    | Nivå | Liga      | Pos. | Referens |
| --------- | ---- | --------- | ---- | -------- |
| 2013/2014 | 2    | 2. liga   | 5    | [ 1 ]    |
| 2014/2015 | 2    | 2. liga   | 4    | [ 2 ]    |
| 2015/2016 | 2    | 2. liga   | 8    | [ 3 ]    |
| 2016/2017 | 2    | 2. liga   | 3    | [ 4 ]    |
| 2017/2018 | 1    | Prva Liga | 10   | [ 5 ]    |
| 2018/2019 | 2    | 2. liga   | 16   | [ 6 ]    |